# Bomba del Chota
La Bomba del Chota o Bomba ecuatoriana es un género musical afrodescendiente originario del Valle del Chota, Ecuador que se encuentra en los límites de las provincias de Imbabura y Carchi. Fue declarado Patrimonio Cultural Inmaterial del país en 2020 y dentro de las principales composiciones musicales de este género se encuentra Latitud cero, El negrito de la salsa y Carpuela.No debe confundirse con la bomba de Puerto Rico.

## Historia
Es un ritmo que acompaña las fiestas diversas en el Valle del Chota y es muy escuchado especialmente en la Región Norte de Ecuador, desde Carchi, Imbabura hasta la ciudad de Quito donde existe una fuerte comunidad afro-choteña. En el resto del país tiene menos difusión aunque en tiempos recientes ya se lo puede escuchar en otras partes del país y es escuchado también por indígenas y mestizos.

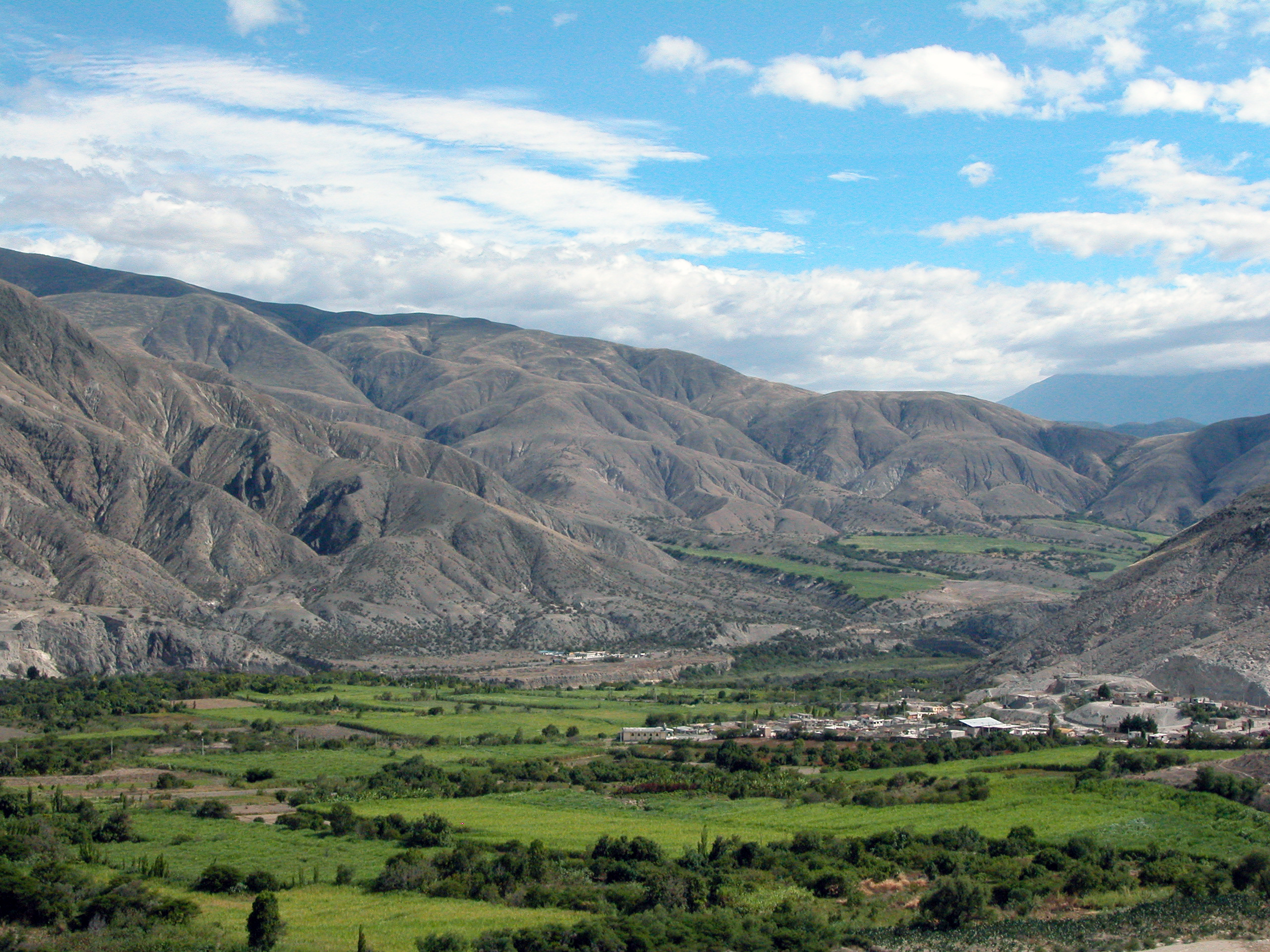
Valle del Chota

En La Concepción y Salinas, en la provincia de Carchi, el instrumento musical, el canto y el baile se llaman bomba y son manifestaciones culturales que confieren identidad a los afro-choteños, por lo tanto la Bomba del Chota es una manifestación dancística, poética, musical, ritual, tradicional de las comunidades Afrodescendientes asentadas en las riberas de los ríos Chota y Mira en los límites de las provincias Imbabura y Carchi, entre ellas; Carpuela, Juncal, Chalguayacu, La Concepción, inclusive en algunas comunidades del Valle de Intag
La bomba es la música más representativa de la herencia africana en Ecuador. Esta herencia se remonta a la época de la colonización, en donde los conquistadores españoles desde África capturaban y comercializaban a los seres humanos a quienes se les tildó de negros esclavizados, muchos de ellos no vinieron directamente de África, sino también desde otras islas del Caribe.
Este grupo negro una vez en Ecuador desde las costas de Esmeraldas viajaron hasta instalarse en el Valle del Chota, que en sus orígenes se llamó Valle del Coangue, crearon una cultura independiente lo que es el resultado de la hibridación de culturas de la época colonial, en donde se pueden reconocer sus componentes indo-hispano-africano; logrando así una evidente supervivencia cultural dentro de un proceso histórico a través de sus medios de producción, y como prueba de ello, en el campo de la música está el ritmo que se denomina “Bomba”.
Los negros del Chota fueron, quizás, los que más sufrieron durante el esclavismo, en tiempos de la Colonia y principios de la República, ya que soportaron el humillante trato que se daba a los mitayos por parte de los colonizadores europeos.
La historia ha sido resumida de la siguiente manera:

La cultura afroamericana busca mantener sus elementos propios a través de la religión y la música. La religión, en el caso del Chota-Mira en Ecuador fue cooptada en gran medida por la doctrina católica. No obstante,  la música se configura como el espacio donde  se manifiesta esta resistencia cultural. Ana Chalá advierte que la música Bomba y las agrupaciones instrumentales conocidas como Bandas Mochas son manifestaciones propias de estas comunidades. “Se encuentran muy ligadas a las festividades religiosas patronales, constituyen una imitación de una banda de pueblo, pero con una organología singular. La bomba es quizá la expresión cultural más importante en la medida que representa múltiples manifestaciones artísticas que atraviesan todos los espacios de las relaciones sociales y culturales, desde la cotidianidad hasta la rutilada.”
Gustavo Guerra - Bomba del Chota: Resistencia musical y comunicativa desde el pueblo afroandino

## Estructura

### Instrumentación y tempo

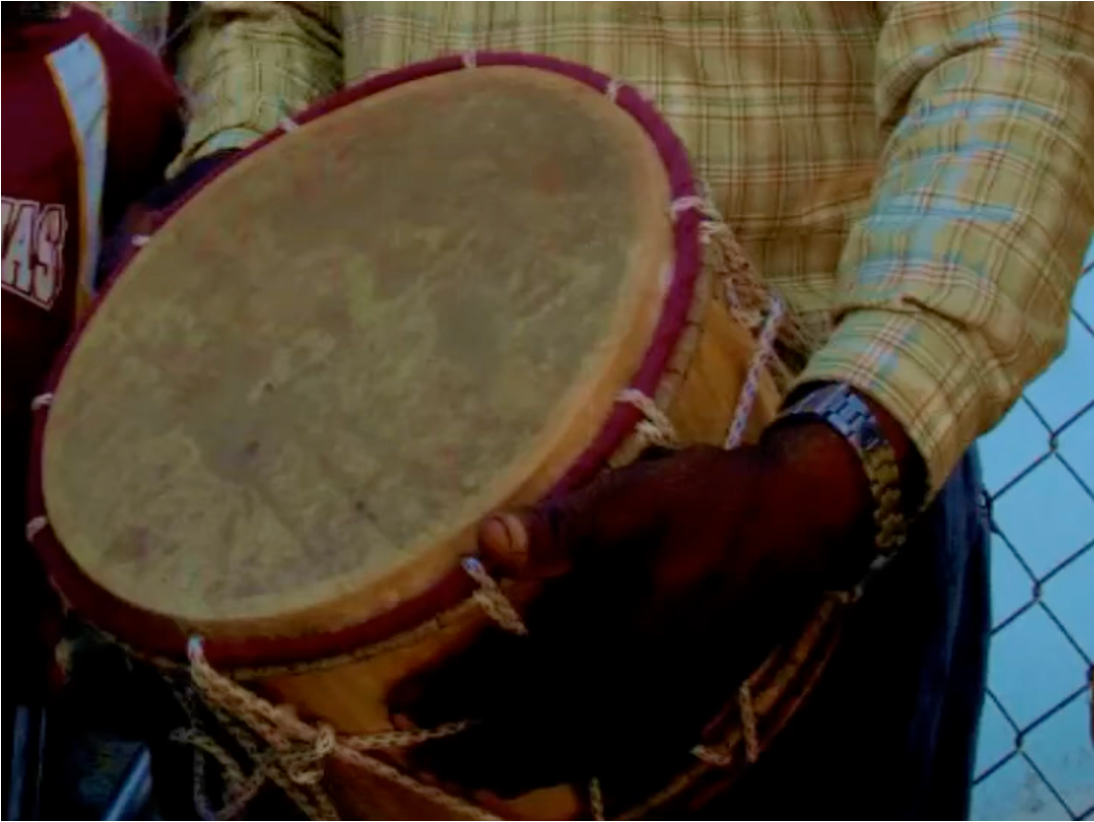
Bomba, tambor usado en el género musical homónimo.

Es un ritmo creado por la mayoritaria población afroecuatoriana de esa localidad. Usualmente se la toca con tambores junto con instrumentos de origen español o mestizo como son la guitarra, el requinto o el güiro. En ritmo y velocidad puede variar desde un tiempo ligero bailable hasta una intensidad veloz típica de muchos ritmos africanos o afroamericanos en donde destaca el ritmo y la percusión así como el movimiento de cadera y el bailar pegado en formas eróticas. Otra variación es la llamada Banda Mocha que en sus inicios estuvo compuesta por instrumentos rudimentarios como:
- hojas de naranja
- flautas
- machetes
- bombo
- cornetas hechas de calabazo seco
- puros
- pencos

### Banda Mocha

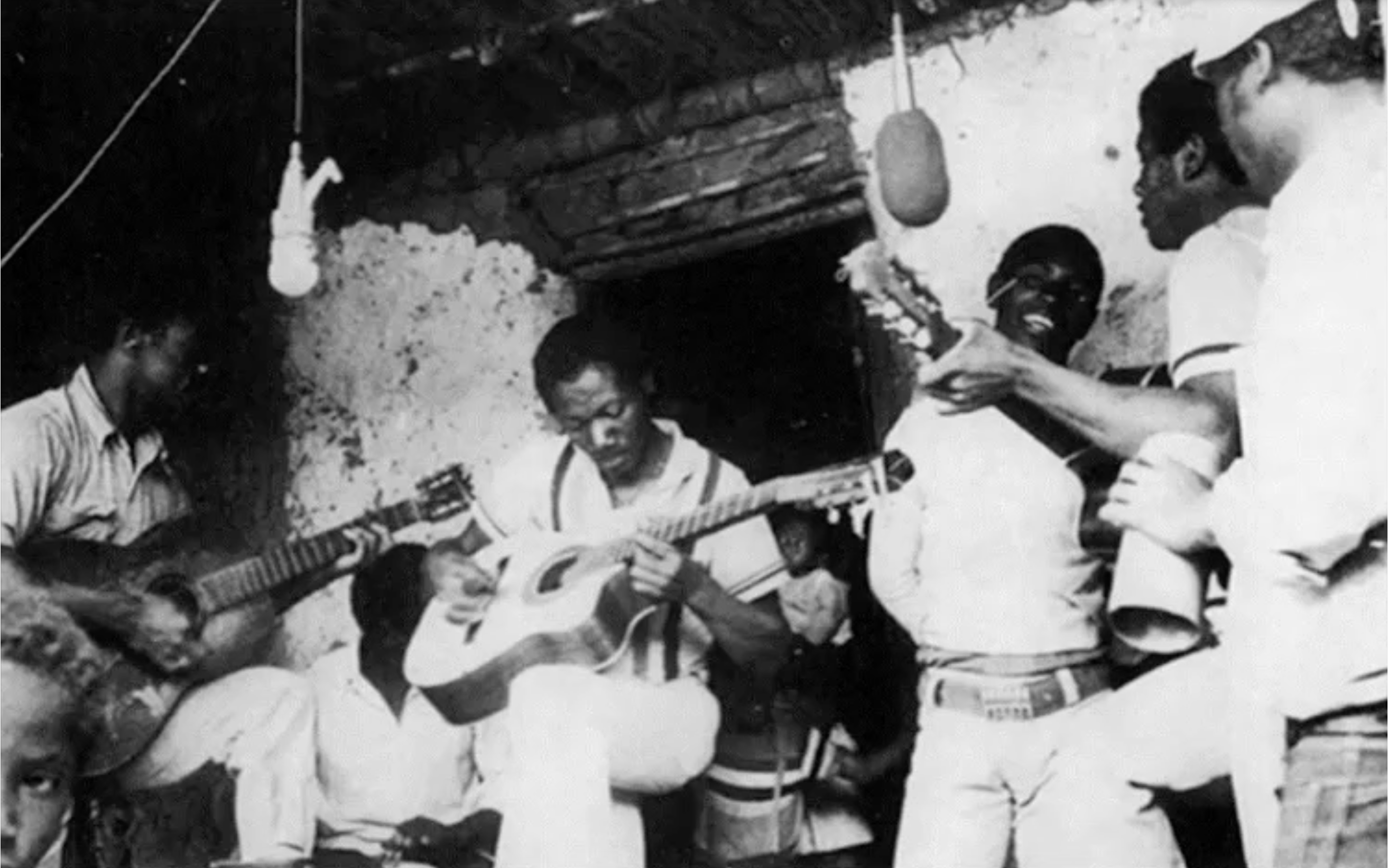
Foto de una Banda Mocha, Valle del chota Ecuador. 1956

La banda mocha consiste en un grupo instrumental tradicional masculino originario de las comunidades del valle del río Chota, trata de una expresión cultural afroecuatoriana, sin ningún paralelo documentado entre grupos indígenas, mestizos o afrodescendientes del resto de América Latina, y que después se difundió a lo largo de todo el Ecuador trascendiendo su origen geográfico y étnico. Este formato de interpretación musical apareció a finales del siglo XIX en un intento se imitar la formación y el sonido de las típicas bandas de música de origen europeo del período republican, que sin embargo no contaban con los recursos suficientes para realizarlo. Por esta razón empezarían a sustituir los instrumentos por otros y que encontraban o construían, lo que después le dio el sonido característico de la bomba del chota tradicional pegada a los orígenes. Posteriormente el formato se mantendría pero los instrumentos cambiarían de acuerdo a la evolución del género y de la fusión con otros tipos de música. En resumen la banda mocha es:

"El resultado, que ha sobrevivido hasta nuestros días, incluye calabazas (puros) de varios tamaños, secas y vaciadas, tallos de agave perforados, cañas y hojas. Las calabazas más pequeñas, los altos, se usan para remedar a los clarinetes y ejecutar la melodía principal; las medianas, los segunderos, realizan rellenos armónicos y floreos al estilo de saxos y trombones; las más grandes, los bajos, cumplen el rol de tubas y bombardinos. Con cornetas de penco ahuecado (tallo de la inflorescencia de la cabuya, género agave) y con hojas verdes (de naranjo, capulí o mandarino) se imitan trompetas, clarinetes y saxos melódicos, mientras que las flautas y los flautines se sustituyen por pífanos o pinkillos de caña similares a los de los vecinos pueblos andinos de habla quechua.Al contrario de lo que pudiera parecer a simple vista, las calabazas y los tallos de cabuya no funcionan como trompetas, sino como bocinas o amplificadores de la voz humana; cuando el ejecutante de uno de tales resonadores deforma intencionadamente su voz (por ejemplo, para imitar el sonido de un trombón), obtiene un resultado similar al que conseguiría con un mirlitón. La banda se completa con un bombo (comercial o local), un par de redoblantes o cajas, un güiro metálico comercial o una calanguana (güiro tradicional, hecho de una calabaza con ranuras y tocado con un peine o un tenedor), platillos (comerciales, o hechos con dos tapas de ollas) y, a veces, una quijada de burro.".

El nombre de la banda campesina se podría relacionar de que los extremos de los puros están mochados, es decir, que han sido previamente cortados, aunque también podría derivar de 'mocho', coloquialmente referido a una 'persona pobre'.

### Vestimenta

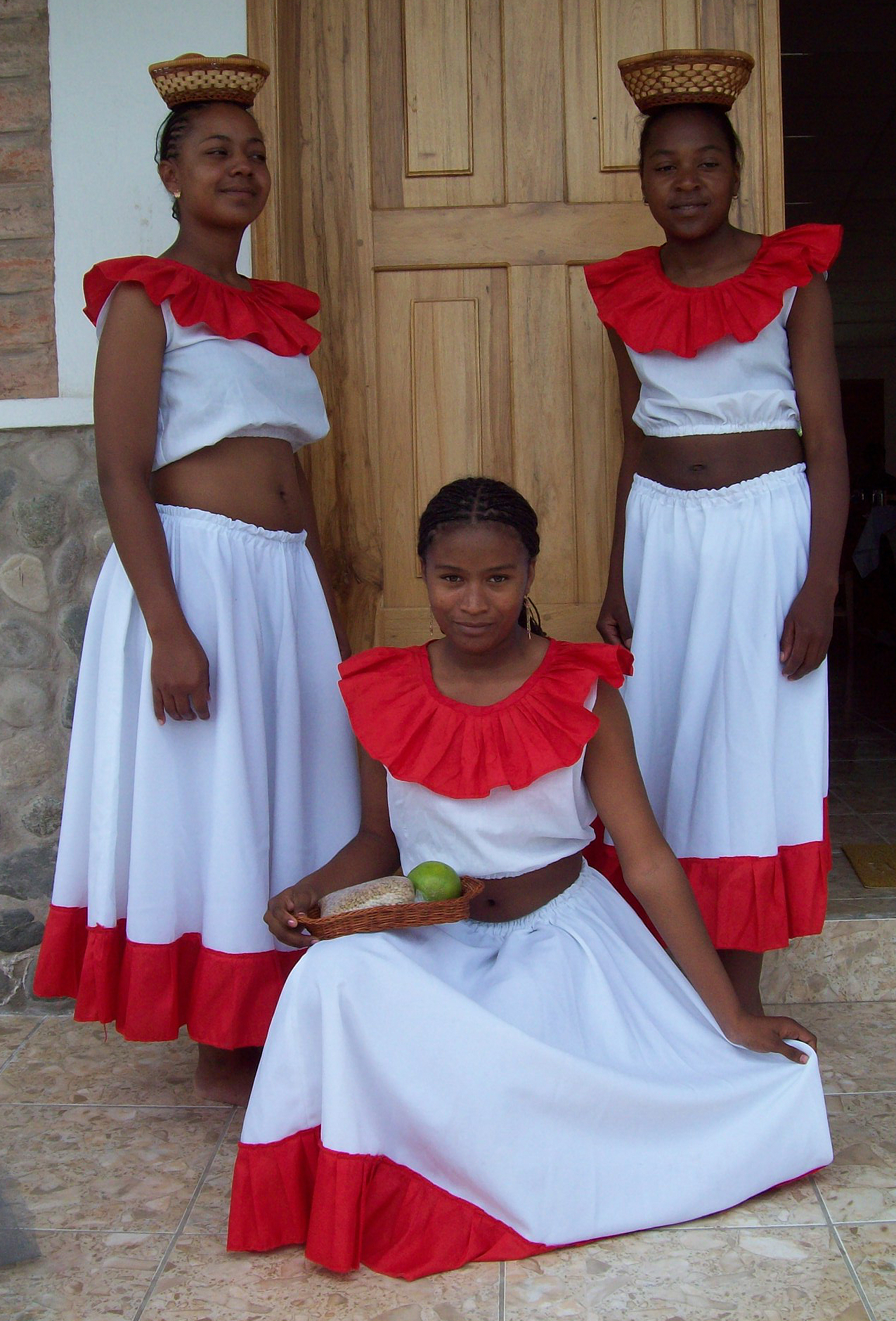
Vestimenta tradicional de la "Bomba"

Las mujeres usan grandes faldas plisadas, debajeros, enaguas, blusas pomposas y en ocasiones se ponen una botella en la cabeza o un canasto que lleva objetos como frutas. Por otro lado, los hombres se ponen una camisa de manga larga con un pantalón blanco , bailan descalzos y con un pañuelo. Esta vestimenta se caracteriza por ser colorida y ligera lo que permite bailar y es adecuada para el clima del Valle del Chota. 
Otras variantes puede darse en que las mujeres conservan algunos detalles tradicionales como el uso de las faldas plisadas y amplias anudadas por la cintura que son elaboradas en telas brillantes de colores vivos, en igual forma, suelen envolverse la cabeza con pañolones y en el cabello llevan adornos como binchas, peinetas, cintas de colores, etc. Las blusas también son ligeras y de tonos muy llamativos y mientras bailan llevan en sus cabezas botellas con gran maestría. Generalmente se baila descalzos o con zapatillas de lona blancas y negras, para mujeres y hombres respectivamente.

### Baile

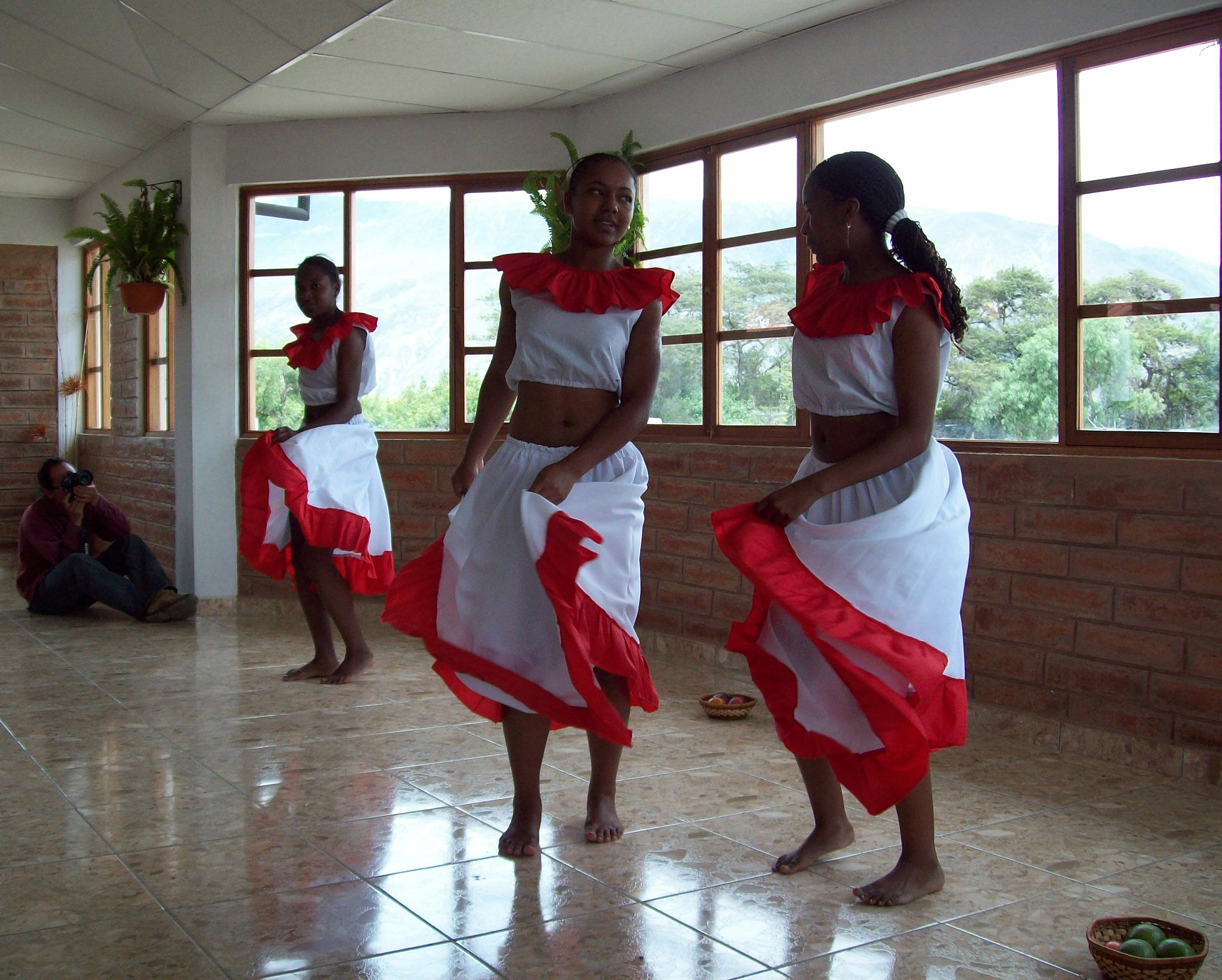
Mujeres bailando bomba

Existen tres formas de bailar la Bomba, dependiendo del formato, la posición de la pareja y el contexto social: 
- El primero es cuando una pareja bailan frente a frente, normalmente la mujer baila de espaldas pegada al hombre o si está separada es a muy pocos centímetros. Se mantiene siempre la cadencia y el ritmo.
- En la segunda manera se hacen dos filas entre las personas que bailan y se ubican frente a frente cada uno. En este caso, a diferencia de la primera manera de bailar no se lo realiza de manera erótica o romántica sino tiene como objetivo mostrar la destreza de los bailarines.
- La tercera forma de bailar tiene el formato de un tren, o fila en la que cada uno se ubica atrás del otro siguiendo los pasos de la persona de adelante y manteniendo el ritmo siempre. Se lo lleva a cabo en un contexto mucho más lúdico y relajado.

## Subgéneros

### Bomba tradicional

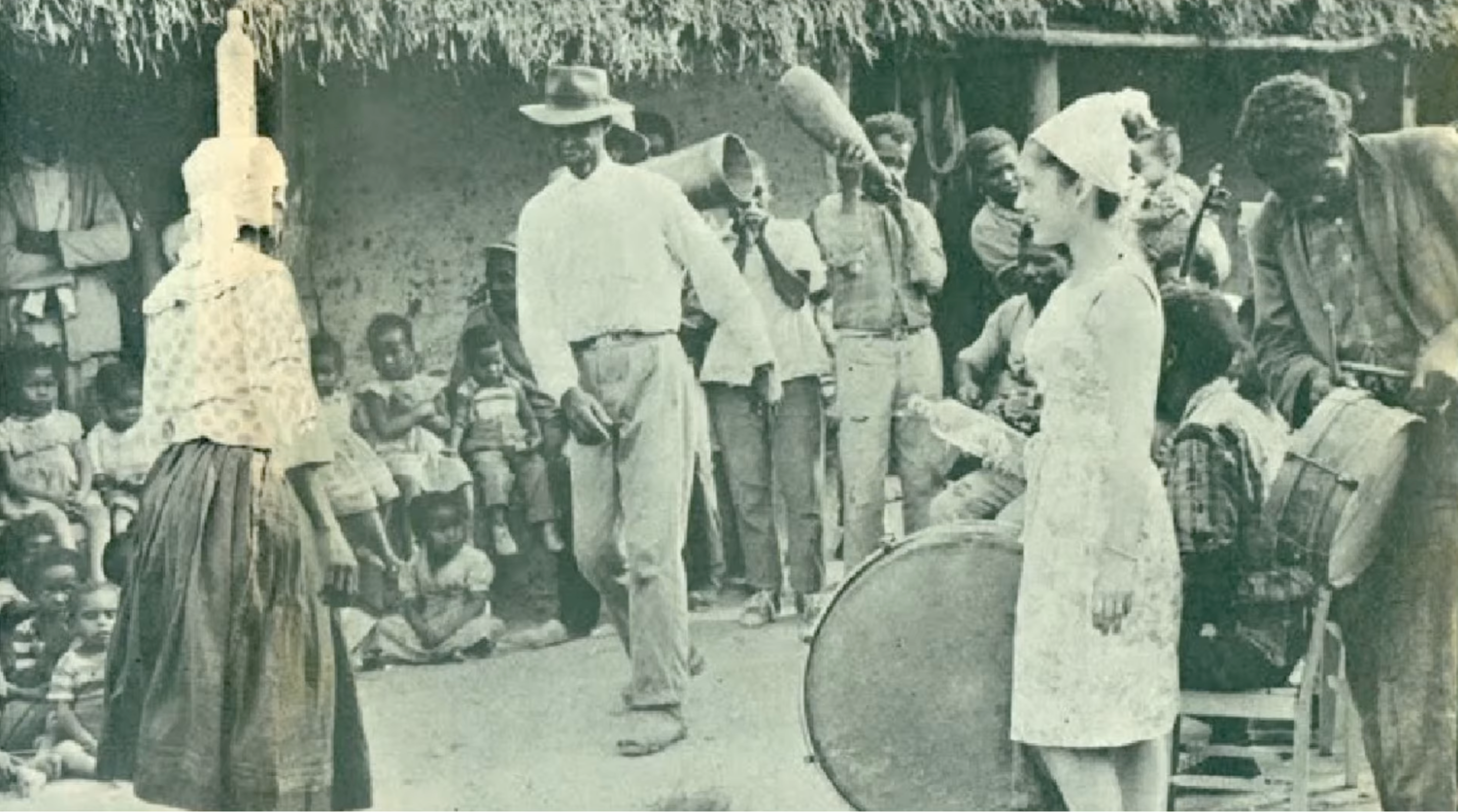
La banda mocha interpretando bomba ecuatoriana mientras se baila con la botella.

Este subgénero recoge todas las canciones que fueron compuestas en el origen de dicho género y que son interpretadas con la banda mocha, en general (aunque puede haber excepciones). Dentro de esta lista se encuentra principalmente la composición Latitud cero que es considerada seminal y la más importante de este género. A esto se suman importantes composiciones como Bomba Bomba, Manuco, El Puente del Juncal, El Camaleón, Dale Morena, Hoy Aprendí, entre otros. Los principales exponentes de este género son Zoila Espinoza Minda, Grupo Marabu, Poder Negro, Oro Negro, entre otros. 

### Bomba coangue
El inicio de la transición a la bomba más moderna se dio con el paso de "la plaza a la tarima". Esto significaba el abandono de los antiguos formatos, el uso de nuevos instrumentos y también el uso de la tecnología en la producción musical. La bomba coangue son todas las composiciones de este género que son fusionados con otros géneros musicales como la salsa, la cumbia y el reggaeton principalmente. La canción más conocida es El Negrito de la Salsa por Edgar Gonzalón y es probablemente la composición más famosa de este género. Otros ejemplos son Baila Baila, una fusión entre bomba y cumbia, Su cintura que es una fusión entre bomba y reggaeton. Los más importantes exponentes son Grupo BerEn, Kevin Santos, Swing Original Monks, Widinson, entre otros.

## Certificación patrimonial
El 20 de octubre de 2020, el Instituto Nacional de Patrimonio Cultural (INPC) y el Ministerio de Cultura y Patrimonio (MCyP) emitieron la certificación a la manifestación cultural: “La Bomba, música, danza y saberes ancestrales“ como Patrimonio Cultural Inmaterial del Ecuador. La inclusión de esta manifestación cultural, en el patrimonio nacional, es el resultado de un arduo proceso de investigación etno-histórica y antropológica de las comunidades y poblaciones afrochoteñas que, gracias a esta incorporación, logran mantener y salvaguardar su cultura, así como su música, danza y saberes ancestrales.
Esta manifestación cultural comprende varios componentes tales como: organológico, tímbrico, composicional musical, poético, coreográfico, así como también reúnen una serie de elementos simbólicos, que favorecen la cohesión social y que han permanecido de generación en generación como estrategias de resistencia e identidad colectiva.
Además, se ha comprendido la importancia de la vida cotidiana de los pobladores afrochoteños, la cual ha servido como inspiración para sus letras las cuales tienen un alto grado de representación cultural y social.

## Músicos notables

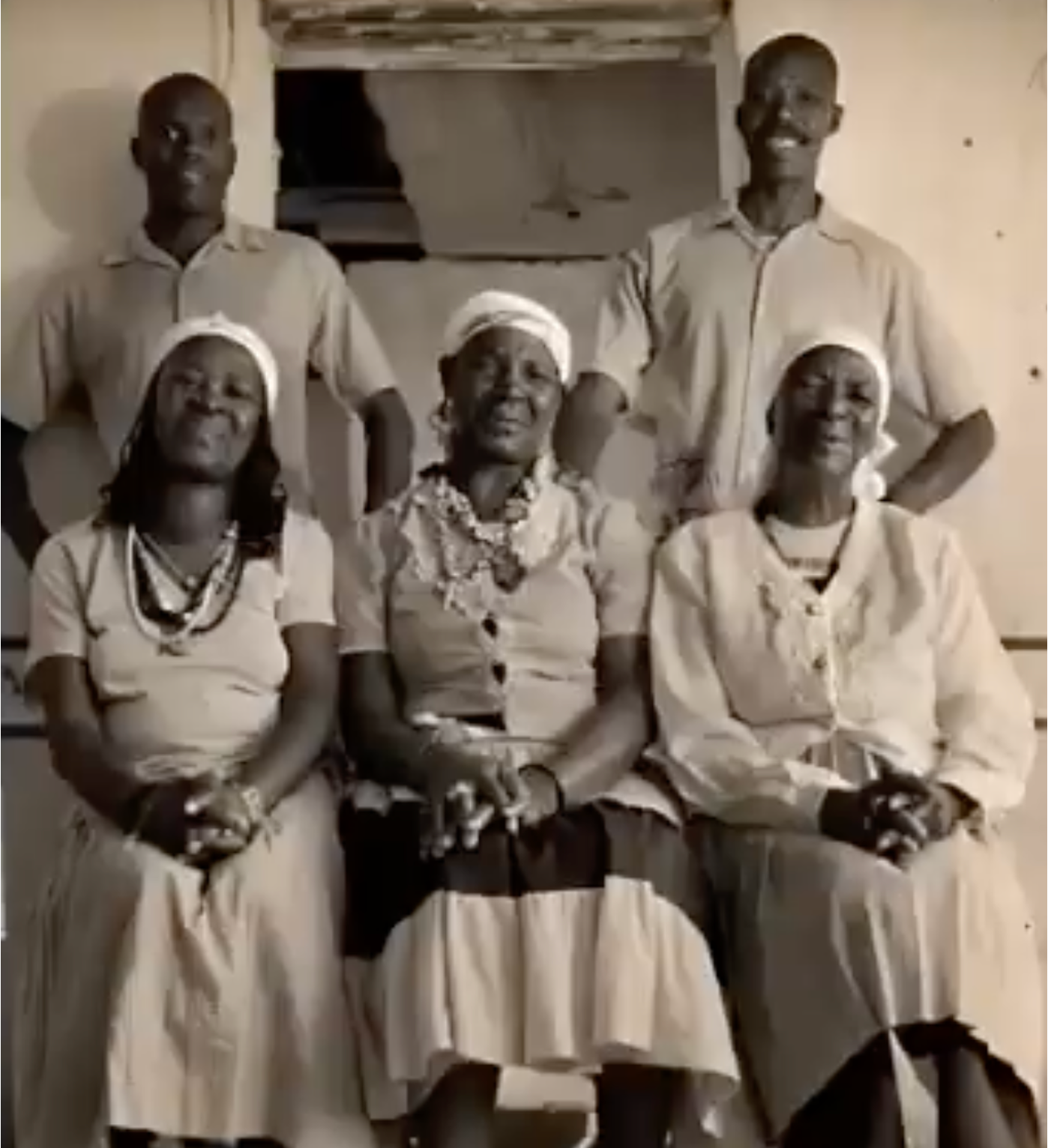
Las Tres Marías

Este género musical es antiguo y ha sido cultivado por muchos artistas afroecuatorianos. Sin duda la canción más popular en este género es "Lindo Carpuela" de autoría del cantante ya extinto Milton Tadeo. Una de las canciones más populares es una fusión que nació de una cuña radial "El negrito de la Salsa" de Edgar Gonzalón. Esta canción es muy popular en Colombia y se la interpreta en el Carnaval de Barranquilla. Por otro lado la canción "Latitud Cero" que es instrumental tiene mucha popularidad en Ecuador por la interpretación de las guitarras y el ritmo pegajoso. Dentro de los grupos más destacados se encuentran:
- Edgar Gonzalón
- Bantú
- Milton Tadeo +
- Poder Negro
- Auténticos del Valle
- Grupo Marabú
- Oro Negro
- GDR Genuinos del Ritmo
- Raíces Negras
- Mahelén
- Kevin Santos Band
- Percusión Latina
- Berén
- Eddy More
- Las Tres Marías
- Zoila Espinoza Minda
- Marcelo Bedoya
- Widinson
- Gerardo Morán
- Margarita Laso